# Kyōsuke Himuro
Kyōsuke Himuro (jap. 氷室 京介, Himuro Kyōsuke; bürgerl. Name Osamu Teranishi; * 7. Oktober 1960 in Takasaki) ist ein japanischer Sänger.

## Leben und Wirken
Er war von 1981 bis 1988 Mitglied der legendären japanischen Rockgruppe Boøwy. 1987 begann er seine Solokarriere und verließ bald darauf die Band. Kyosuke Himuros bürgerlicher Name lautet Osamu Teranishi, er ist aber auch als Himurock bekannt. Heute lebt er mit seiner Frau und drei Kindern in Los Angeles und Beverly Hills.
Der Song Calling wurde für das Ending von Final Fantasy VII: Advent Children genutzt und der Song Wild Romance als Ending für Van Helsing.
Am 22. August 2004 hielt er ein Konzert mit dem Titel 21st Century Boowys VS HIMURO im Tokio Dome, bei dem er viele alte Songs von Boowy sang und im August 2006 war er zusammen mit Glay auf der KYOSUKE HIMURO+GLAY 2006 Tour zu hören. Danach veröffentlichte er mit Glay die Single Answer am 2. August 2006.

## Diskografie

### Studioalben
| Jahr | Titel                | Höchstplatzierung, Gesamtwochen, AuszeichnungChartsChartplatzierungen (Jahr, Titel, Platzierungen, Wochen, Auszeichnungen, Anmerkungen) | Anmerkungen                                       |
| Jahr | Titel                | JP | Anmerkungen                                       |
| ---- | -------------------- | --- | ------------------------------------------------- |
| 1988 | Flowers for Algernon | JP1 (25 Wo.)JP | Erstveröffentlichung: 1. September 1988           |
| 1989 | Neo Fascio           | JP1 Platin · (10 Wo.)JP | Erstveröffentlichung: 27. September 1989          |
| 1991 | Higher Self          | JP1 Platin · (16 Wo.)JP | Erstveröffentlichung: 6. April 1991               |
| 1993 | Memories of Blue     | JP1 ×3Dreifachplatin · (20 Wo.)JP | Erstveröffentlichung: 7. Januar 1993              |
| 1994 | Shake the Fake       | JP1 ×2Doppelplatin · (8 Wo.)JP | Erstveröffentlichung: 26. September 1994          |
| 1996 | Missing Piece        | JP1 ×2Doppelplatin · (10 Wo.)JP | Erstveröffentlichung: 30. September 1996          |
| 1997 | I・de・a             | JP1 Platin · (10 Wo.)JP | Erstveröffentlichung: 10. Dezember 1997           |
| 2000 | Mellow               | JP5 Gold · (6 Wo.)JP | Erstveröffentlichung: 23. Februar 2000            |
| 2000 | Beat Haze Odyssey    | JP3 (5 Wo.)JP | Erstveröffentlichung: 18. Oktober 2000 Mini-Album |
| 2003 | Follow the Wind      | JP2 Gold · (9 Wo.)JP | Erstveröffentlichung: 20. August 2003             |
| 2006 | In the Mood          | JP3 (9 Wo.)JP | Erstveröffentlichung: 20. Dezember 2006           |
| 2010 | "B"orderless         | JP3 Gold · (13 Wo.)JP | Erstveröffentlichung: 8. September 2010           |

grau schraffiert: keine Chartdaten aus diesem Jahr verfügbar

### Kompilationen
| Jahr | Titel                                                                       | Höchstplatzierung, Gesamtwochen, AuszeichnungChartsChartplatzierungen (Jahr, Titel, Platzierungen, Wochen, Auszeichnungen, Anmerkungen) | Anmerkungen                              |
| Jahr | Titel                                                                       | JP | Anmerkungen                              |
| ---- | --------------------------------------------------------------------------- | --- | ---------------------------------------- |
| 1995 | Singles                                                                     | JP1 ×3Dreifachplatin · (18 Wo.)JP | Erstveröffentlichung: 19. Juli 1995      |
| 1998 | Collective Souls ~The Best of Best~                                         | JP4 Platin · (12 Wo.)JP | Erstveröffentlichung: 24. Juni 1998      |
| 2001 | Ballad ~ La Pluie                                                           | JP7 (6 Wo.)JP | Erstveröffentlichung: 27. September 2001 |
| 2003 | Case of Himuro                                                              | JP7 Gold · (27 Wo.)JP | Erstveröffentlichung: 19. März 2003      |
| 2008 | 20th Anniversary All Singles Complete Best "Just Movin’ On" ~All The-S-Hit~ | JP1 Gold · (15 Wo.)JP | Erstveröffentlichung: 11. Juni 2008      |
| 2013 | Kyosuke Himuro 25th Anniversary Best Album Greatest Anthology               | JP1 Gold · (21 Wo.)JP | Erstveröffentlichung: 21. August 2013    |
| 2016 | L’épilogue                                                                  | JP1 Gold · (19 Wo.)JP | Erstveröffentlichung: 13. April 2016     |

### Livealben
| Jahr | Titel                                                                           | Höchstplatzierung, Gesamtwochen, AuszeichnungChartsChartplatzierungen (Jahr, Titel, Platzierungen, Wochen, Auszeichnungen, Anmerkungen) | Anmerkungen                             |
| Jahr | Titel                                                                           | JP | Anmerkungen                             |
| ---- | ------------------------------------------------------------------------------- | --- | --------------------------------------- |
| 1998 | The One Night Stands ~Tour "Collective Souls" 1998~                             | JP6 (6 Wo.)JP | Erstveröffentlichung: 9. Dezember 1998  |
| 2004 | Kyosuke Himuro 21st Century Boowys vs. Himuro An Attempt To Discover New Truths | JP8 (9 Wo.)JP | Erstveröffentlichung: 24. Dezember 2004 |

### Weitere Alben
| Jahr | Titel                               | Höchstplatzierung, Gesamtwochen, AuszeichnungChartsChartplatzierungen (Jahr, Titel, Platzierungen, Wochen, Auszeichnungen, Anmerkungen) | Anmerkungen                           |
| Jahr | Titel                               | JP | Anmerkungen                           |
| ---- | ----------------------------------- | --- | ------------------------------------- |
| 1992 | 月光のピアス*シンフォニック・ノベル | — | Erstveröffentlichung: 29. Januar 1992 |
| 1992 | Master Piece#12                     | JP1 Platin · (16 Wo.)JP | Erstveröffentlichung: 25. April 1992  |

### Singles
| Jahr | Titel Album                                             | Höchstplatzierung, Gesamtwochen, AuszeichnungChartsChartplatzierungen (Jahr, Titel, Album, Platzierungen, Wochen, Auszeichnungen, Anmerkungen) | Anmerkungen                              |
| Jahr | Titel Album                                             | JP | Anmerkungen                              |
| ---- | ------------------------------------------------------- | --- | ---------------------------------------- |
| 1988 | Angel Flowers for Algernon                              | JP1 (14 Wo.)JP | Erstveröffentlichung: 5. August 1988     |
| 1988 | Dear Algernon Flowers for Algernon                      | JP2 (13 Wo.)JP | Erstveröffentlichung: 7. Oktober 1988    |
| 1989 | Summer Game Neo Fascio                                  | JP1 Gold · (12 Wo.)JP | Erstveröffentlichung: 26. Juli 1989      |
| 1989 | Misty ～微妙に～ Neo Fascio                             | JP2 Gold · (9 Wo.)JP | Erstveröffentlichung: 6. September 1989  |
| 1990 | Jealousy を眠らせて Higher Self                         | JP1 Platin · (15 Wo.)JP | Erstveröffentlichung: 16. Mai 1990       |
| 1991 | Crime Of Love Higher Self                               | JP2 Gold · (10 Wo.)JP | Erstveröffentlichung: 27. Februar 1991   |
| 1992 | Urban Dance –                                           | JP2 Gold · (10 Wo.)JP | Erstveröffentlichung: 26. Februar 1992   |
| 1992 | Good Luck My Love –                                     | JP5 Gold · (12 Wo.)JP | Erstveröffentlichung: 7. November 1992   |
| 1992 | Kiss Me –                                               | JP1 ×2Doppelplatin · (19 Wo.)JP | Erstveröffentlichung: 7. Dezember 1992   |
| 1994 | Virgin Beat –                                           | JP1 Platin · (10 Wo.)JP | Erstveröffentlichung: 29. August 1994    |
| 1995 | Tamashii wo Daitekure –                                 | JP2 Platin · (17 Wo.)JP | Erstveröffentlichung: 25. Oktober 1995   |
| 1996 | Stay –                                                  | JP1 Platin · (9 Wo.)JP | Erstveröffentlichung: 24. Juni 1996      |
| 1996 | Squall –                                                | JP1 Platin · (10 Wo.)JP | Erstveröffentlichung: 15. August 1996    |
| 1997 | Waltz –                                                 | JP4 Gold · (7 Wo.)JP | Erstveröffentlichung: 15. Januar 1997    |
| 1997 | Native Stranger –                                       | JP2 Platin · (8 Wo.)JP | Erstveröffentlichung: 4. Juni 1997       |
| 1997 | Heat –                                                  | JP5 Platin · (6 Wo.)JP | Erstveröffentlichung: 29. Oktober 1997   |
| 1999 | Sleepless Night ～眠れない夜のために～ –                | JP6 (6 Wo.)JP | Erstveröffentlichung: 18. August 1999    |
| 1999 | Diamond Dust –                                          | JP— GoldJP | Erstveröffentlichung: 27. Oktober 1999   |
| 2000 | 永遠 ～Eternity～ –                                     | JP13 (5 Wo.)JP | Erstveröffentlichung: 23. Februar 2000   |
| 2000 | 炎の化石 –                                              | JP3 (14 Wo.)JP | Erstveröffentlichung: 28. Juni 2000      |
| 2001 | Girls Be Glamorous –                                    | JP10 (5 Wo.)JP | Erstveröffentlichung: 1. Januar 2001     |
| 2003 | Claudia –                                               | JP10 (8 Wo.)JP | Erstveröffentlichung: 21. Juli 2003      |
| 2004 | Wild Romance –                                          | JP6 (8 Wo.)JP | Erstveröffentlichung: 8. September 2004  |
| 2006 | Easy Love –                                             | JP6 (7 Wo.)JP | Erstveröffentlichung: 8. Februar 2006    |
| 2006 | Sweet Revolution / In The Nude ~Even Not in the Mood~ – | JP3 (8 Wo.)JP | Erstveröffentlichung: 4. Oktober 2006    |
| 2010 | Bang the Beat / Safe and Sound –                        | JP3 (8 Wo.)JP | Erstveröffentlichung: 14. Juli 2010      |
| 2012 | If You Want –                                           | JP4 (6 Wo.)JP | Erstveröffentlichung: 14. März 2012      |
| 2012 | Warriors –                                              | JP5 (6 Wo.)JP | Erstveröffentlichung: 26. September 2012 |
| 2013 | North of Eden –                                         | JP6 (6 Wo.)JP | Erstveröffentlichung: 1. Mai 2013        |
| 2014 | One Life –                                              | JP6 (4 Wo.)JP | Erstveröffentlichung: 16. Juli 2014      |

### Videoalben
| Jahr | Titel                                                                                                   | Höchstplatzierung, Gesamtwochen, AuszeichnungChartsChartplatzierungen (Jahr, Titel, Platzierungen, Wochen, Auszeichnungen, Anmerkungen) | Anmerkungen                              |
| Jahr | Titel                                                                                                   | JP | Anmerkungen                              |
| ---- | --- | --- | ---------------------------------------- |
| 2000 | 100152                                                                                                  | JP14 (3 Wo.)JP | Erstveröffentlichung: 23. Februar 2000   |
| 2000 | Digital BeatNix Tower                                                                                   | JP2 (1 Wo.)JP | Erstveröffentlichung: 18. Oktober 2000   |
| 2003 | Case of Himuro 15th Anniversary Special Live                                                            | JP10 (9 Wo.)JP | Erstveröffentlichung: 25. November 2003  |
| 2004 | Kyosuke Himuro Tour 2003 “Higher Than Heaven” ～At Yoyogi National Stadium～                            | JP5 (7 Wo.)JP | Erstveröffentlichung: 18. August 2004    |
| 2004 | 21st Century Boowys vs. Himuro An Attempt To Discover New Truths                                        | JP8 Gold · (9 Wo.)JP | Erstveröffentlichung: 24. Dezember 2004  |
| 2006 | Kyosuke Himuro Captured Clips 1988～2006                                                                | JP8 (12 Wo.)JP | Erstveröffentlichung: 31. März 2006      |
| 2008 | Kyosuke Himuro Tour 2007 “In The Mood”                                                                  | JP2 (10 Wo.)JP | Erstveröffentlichung: 11. Juni 2008      |
| 2009 | Kyosuke Himuro 20th Anniversary Tour 2008 Just Movin’ On-Moral～Present-                                | JP3 (8 Wo.)JP | Erstveröffentlichung: 21. Januar 2009    |
| 2009 | L’egoiste                                                                                               | JP8 (4 Wo.)JP | Erstveröffentlichung: 25. Februar 2009   |
| 2009 | The one night stands tour “Collective Souls” 1998                                                       | JP18 (3 Wo.)JP | Erstveröffentlichung: 18. März 2009      |
| 2009 | Kyosuke Himuro Live At The Tokyo Dome Shake the Fake Tour Dec. 24～25                                   | — | Erstveröffentlichung: 18. März 2009      |
| 2009 | Kyosuke Himuro Countdown Live Crossover 05-06 1st Stage / 2nd Stage                                     | JP7 (4 Wo.)JP | Erstveröffentlichung: 29. April 2009     |
| 2010 | 氷の世界 DVD Box                                                                                        | — | Erstveröffentlichung: 20. Oktober 2010   |
| 2011 | 東日本大震災復興支援チャリティライブ Kyosuke Himuro Gig at Tokyo Dome “We Are Down But Never Give Up!!” | JP2 (28 Wo.)JP | Erstveröffentlichung: 14. Dezember 2011  |
| 2012 | Kyosuke Himuro Tour 2010-11 Borderless 50×50 Rock’n’Roll Suicide                                        | JP6 (6 Wo.)JP | Erstveröffentlichung: 15. Februar 2012   |
| 2013 | 藁の楯 わらのたて                                                                                       | — | Erstveröffentlichung: 28. September 2013 |
| 2015 | Kyosuke Himuro 25th Anniversary Tour Greatest Anthology - Naked - Final Destination Day-01              | JP6 (9 Wo.)JP | Erstveröffentlichung: 21. Januar 2015    |
| 2017 | Kyosuke Himuro Last Gigs                                                                                | JP1 (16 Wo.)JP | Erstveröffentlichung: 1. März 2017       |
| 2018 | Kyosuke Himuro The Complete Film Of Last Gigs                                                           | JP2 (5 Wo.)JP | Erstveröffentlichung: 14. Februar 2018   |

## Auszeichnungen für Musikverkäufe
| Goldene Schallplatte - Hongkong - 1990: für das Album Flowers for Algernon |

Anmerkung: Auszeichnungen in Ländern aus den Charttabellen bzw. Chartboxen sind in ebendiesen zu finden.
| Land/RegionAuszeichnungen für Musikverkäufe (Land/Region, Auszeichnungen, Verkäufe, Quellen) | Gold       | Platin       | Verkäufe   | Quellen    |
| -------------------------------------------------------------------------------------------- | ---------- | ------------ | ---------- | ---------- |
| Hongkong (IFPI/HKRIA)                                                                        | Gold1      | —            | 10.000     | ifpihk.org |
| Japan (RIAJ)                                                                                 | 15× Gold15 | 24× Platin24 | 12.000.000 | riaj.or.jp |
| Insgesamt                                                                                    | 16× Gold16 | 24× Platin24 |            |            |